# Trifolium wettsteinii
Trifolium wettsteinii är en ärtväxtart som beskrevs av Dorfl. och August von Hayek. Trifolium wettsteinii ingår i släktet klövrar, och familjen ärtväxter. Inga underarter finns listade i Catalogue of Life.